# 캄펜
캄펜(Camphen)은 테르펜류에 속하는 불포화탄화수소이다. 무색의 장뇌 비슷한 냄새가 나는 결정으로 물에는 녹지 않지만 에탄올이나 에테르 등의 유기용매에는 잘 녹는다. 우회전성을 가진 D형은 삼나무, 노송나무의 가지 ·잎의 정유나 생강의 뿌리, 줄기에 함유되어 있고, 좌회전성인 L형은 소나무 잎의 정유에 함유되어 있다. 라세미형은 여러 가지 정유의 성분으로 존재한다. 장뇌의 합성, 향료의 원료 등에 주로 사용된다.
1. ↑  IUCLID Datasheet[깨진 링크]
2. ↑  Fisher Scientific MSDS
3. 1 2 3 4 5  Merck Index, 11th Edition, 1736